# لیوپتری
شهر لیوپتری (به روسی: Λιοπέτρι) در ناحیه فاماگوستا در کشور قبرس واقع شده‌است. جمعیت این شهر ۴٫۰۰۵ نفر است.